# Operatives Leasing
Operatives Leasing (englisch operate leasing, operating leasing, operating lease) ist ein Leasing, das der Miete weitgehend ähnlich ist, aber zusätzliche mietuntypische Dienstleistungen umfasst. Gegensatz ist das Finanzierungsleasing.

## Allgemeines
Das operative Leasing ist die am häufigsten vorkommende Leasingart. Beim operativen Leasing wird ein Leasingvertrag geschlossen, dessen Vertragsparteien der Leasing-Geber und der Leasing-Nehmer sind. Leasing ist im Schuldrecht des BGB nicht vorgesehen, wesentliche Rechtsgrundsätze des Mietvertrages können jedoch angewandt werden; der Leasingvertrag ist in seiner Grundlage ein Mietvertrag.

## Rechtsfragen
Wesentliche Vertragsbestandteile sind:
- Keine feste Grundmietzeit (Leasingdauer) und somit entsprechendes Kündigungsrecht nach jeweiliger Vereinbarung oder
- sehr kurze Grundmietzeit, innerhalb der aber eine Vertragskündigung ausgeschlossen ist.
- Der Leasing-Geber trägt das volle Investitionsrisiko und bilanziert das Leasinggut.
- Der Leasing-Nehmer hat ein uneingeschränktes, zweckentsprechendes Nutzungsrecht über das Leasinggut.
- Zusätzliche Dienstleistungen wie Wartung und Reparatur trägt der Leasing-Geber.

Ein Operating-Leasingvertrag ist dadurch gekennzeichnet, dass die volle Amortisation der Anschaffungskosten nicht durch den ersten Leasing-Nehmer, sondern nach Beendigung des mit diesem geschlossenen Vertrages durch weitere Überlassung an einen zweiten oder noch mehrere Leasing-Nehmer erreicht werden soll. Eine Vertragslaufzeit von 24 Monaten ist gerade beim regulären Kraftfahrzeug-Leasing – anders als beim Operating-Leasing – üblich.

## Bilanzierung
Die bilanzielle Zurechnung und Aktivierung des Leasinggutes erfolgt beim Leasing-Geber als Eigentümer des Leasinggutes. Dieser schreibt das Leasinggut über die betriebsgewöhnliche Nutzungsdauer ab (Abschreibung). Der (bilanzierende) Leasing-Nehmer darf die gezahlten Leasing-Gebühren als Betriebsausgaben in der Gewinn- und Verlustrechnung berücksichtigen.

## Andienungspflicht
Eine Andienungspflicht ist nur typisch beim Finanzierungsleasing, weil beim operativen Leasing der Leasing-Geber nach Ablauf der Leasingdauer das Leasinggut zurücknimmt und an neue Leasing-Nehmer verleast.

## Beispiele
Typische Leasinggegenstände des operativen Leasing sind Universalmaschinen (also keine Spezialanfertigungen), welche durch den Leasing-Geber bei Rückgabe des Leasingguts schnell weiterverkauft werden können.